# 武當郡
武當郡，中國古代的郡。
東晉時設置始平郡（僑郡），属雍州。寄治襄阳（今湖北省襄阳市汉水南襄阳城）。劉宋大明元年（457年）割襄陽郡西界為該郡實土。寄治武當（今湖北省丹江口市西北），下領武當縣（舊屬順陽郡）及始平、武功、平陽3個僑縣。蕭齊因之。蕭梁中大通五年（533年）被北魏荊州刺史賀拔勝攻下，改稱武當郡。隋朝開皇三年（583年）廢郡。唐朝天宝元年（742年）改均州为武當郡。下辖武當县、郧乡县、丰利县。乾元元年（758年）又改均州。
唐朝武当郡太守
- 宋遥（743年）[4]